# Palau Manial
El Palau Manial, també conegut com Palau del Príncep Muhammad Ali a Manial o Museu del Palau Manial, és un museu obert d’arquitectura i arts islàmiques modernes ubicat a Rawda, a prop de Qasr El-Aini, al cor del Caire. Exhibeix les diverses i rares possessions del príncep Muhammad Ali.
La construcció del palau va començar el 1901. Es en una superfície de 61.711 metres quadrats, dels quals 5.000 metres corresponen als edificis. El palau és una obra mestra arquitectònica única, ja que inclou diversos estils d’art islàmics entre fatimides, mamelucs, otomans, andalusos, perses i xamis. Té un mur a l'estil de les muralles de les fortaleses medievals, mentre que els seus palaus estan envoltats des de l’interior. per jardins que inclouen una rara col·lecció d'arbres i plantes.
El palau era propietat del príncep Mohammed Ali Tewfik, segon fill de Tewfik Paixà, i germà de Abbàs Hilmí II d'Egipte. Va ocupar el càrrec de príncep hereu tres vegades i va ser un dels tres guardians del tron en el període comprès entre la mort del rei Fuad I i el seu cosí el Faruk I que va assumir els seus poders constitucionals en complir l'edat legal. El príncep Muhammad Ali va escollir ell mateix la terra del palau i va establir inicialment la residència i, després, va completar la resta de palaus. El príncep va desenvolupar els dissenys d’enginyeria i decoració i va supervisar la construcció, mentre la implementació la va dur a terme el mestre. Muhammad Afifi i el príncep van recomanar que el palau es transformés després de la seva mort en museu. El palau està afiliat al sector dels museus del Consell Suprem d'Antiguitats del Ministeri d'Antiguitats egipci.

## Història

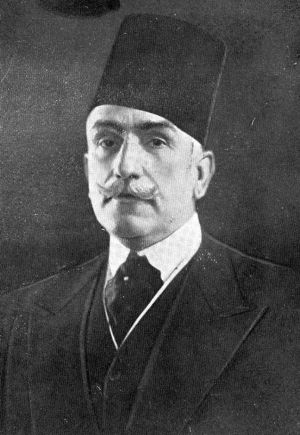
Príncep Muhammad Ali

El constructor del palau fou el príncep Mohammed Ali Tewfik. Va escollir ell mateix la terra del palau i, inicialment, va establir la residència i després va completar la resta de palaus.
La propietat del terreny on es va construir el palau va ser transferida entre membres de la família reial i alts dignataris estrangers d'Egipte. Propietat del príncep Mustafà Fadil Paixà i del príncep Ahmed Refaat Pasha, es va transferir a Khedive Ismail, llavors Louis Marie Joseph, llavors duc Edmond. El 1888, el duc Edmond va cedir la seva propietat a un dels súbdits francesos a Egipte anomenat Jean-Claude Ershid, i, el 1901, Mohammed Ali Tewfik va comprar i va començar a construir el seu palau. Durant l'era reial, el príncep Muhammad Ali va celebrar festes i reunions al palau, convidant alts estadistes, pashas i captaires de ministres, dignataris, escriptors i periodistes. L'emir va recomanar que el palau, després de la seva mort, fos un museu perquè els visitants poguessin gaudir de la bellesa del seu art.
Després de la revolució de 1952 i la nacionalització de la propietat de la família de Muhammad Ali Pasha, es va confiar al palau la gestió dels fons recuperats que va lliurar el seu contingut el 1964 a la Companyia Egípcia de Turisme i Hotels, que al seu torn va construir un hotel anomenat «Manial Palace Hotel». El jardí del palau, constava de xalets de dues plantes amb 180 habitacions dobles. El 1991, l’hotel es va incloure a la propietat del holding d’habitatge, turisme, hotels i cinema, cosa que va crear un conflicte entre la gestió dels fons recuperats. El holding va acabar amb el primer ministre que va dictar la decisió de lliurar el jardí del palau a la direcció del museu i enderrocar els xalets de fusta que distorsionaven la bellesa del palau.

## Descripció

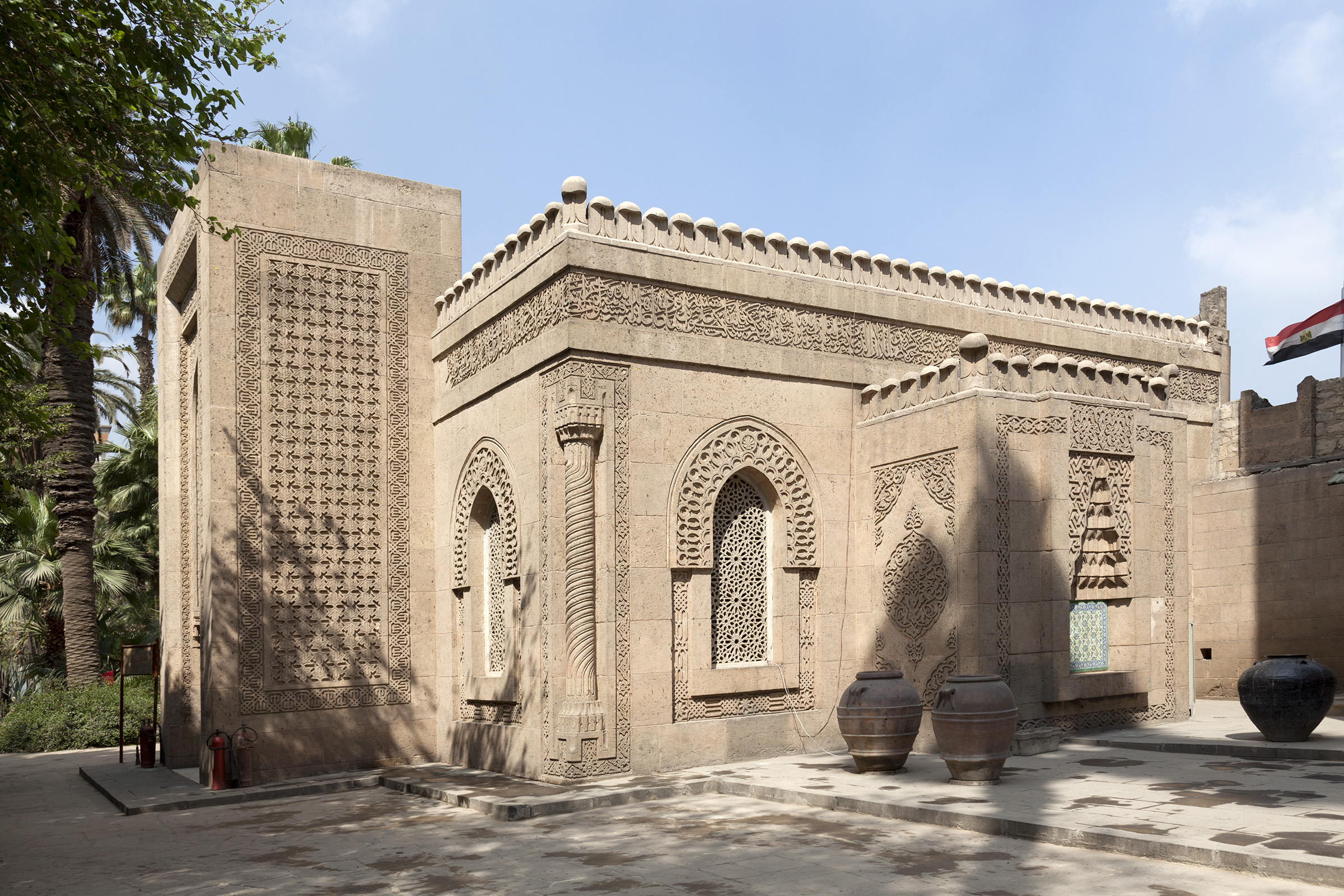
La mesquita

El palau està situat al nord de l'illa Al-Rawda en una zona del riu Nil davant Qasr Al-Aini. El valor del palau prové del fet que és un edifici únic que inclou diversos estils d’art islàmics entre fatimides, mamelucs, otomans, andalusos, perses i xamis. Està envoltat per una muralla a l'estil de les muralles de les fortaleses medievals.
- Recepció Saray: era el lloc de recepció oficial dels hostes, amb antiguitats rares, incloses catifes, mobles àrabs i taules decorades. Amb dues plantes i dos grans salons, una d’estil marroquí, on les seves parets estaven cobertes de miralls i rajoles de faiança, mentre i l’altre dissenyada a l'estil llevantí.[14]

- El palau de la residència: és el palau principal i el primer edifici que es va construir, va ser la residència del príncep, consta de dues plantes, comunicades per una delicada escala. El primer pis inclou el vestíbul de la font, la sala harem, la sala Shakma, la sala dels miralls, la sala blava del saló, la sala del saló de petxines, el menjador, la sala de xemeneies i l’oficina i la biblioteca del príncep.:154[15]

- El Saray del Tron: el Serail consta de dues plantes, la inferior es diu Sala del Tron, que és una gran sala amb un bàcul de fusta daurada de sofàs i cadires cobertes de vellut i conté grans imatges d’alguns dels governants d'Egipte, de la família de Muhammad Ali, al costat de fotografies de paisatges del Caire i Gizeh. El pis superior, consta de dues sales per a sessions d’hivern i una sala rara dedicada a les possessions d’Ilhami Pasha, que és l’avi matern del príncep Muhammad Ali.

- Saló Daurat: s’anomena saló de tutela i s’utilitzava per a cerimònies oficials i, tot i que no tenia antiguitats, és considerat una obra mestra per les decoracions vegetals i geomètriques gravades a les seves parets i sostre. El príncep Muhammad Ali va traslladar aquesta sala de la casa del seu avi Ilhami Pasha, que la va construir principalment per adaptar-se a la recepció oriental del sultà Abdülmecit que va arribar a honorar Ilhami Pasha després de la seva victòria sobre l'Imperi Rus al santuari de Crimea. Es va anomenar el Saló Daurat perquè totes les seves parets i sostres estaven decorats amb daurats a l'estil rococó otomà i les columnes tenien la forma de palmes amb un toc egipci.

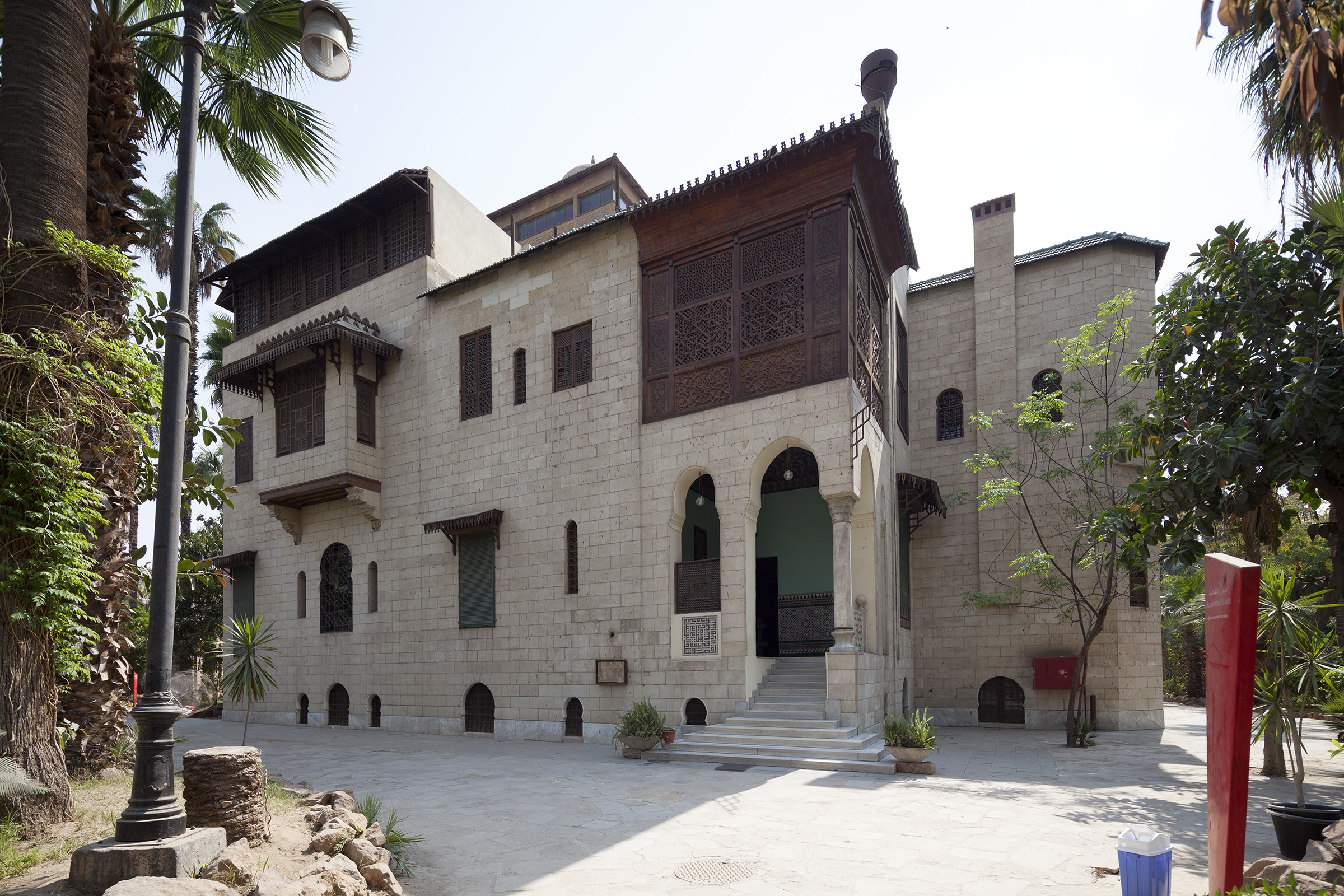
Residència Saray

- Mesquita: La mesquita es va construir a l'estil otomà i es considera una de les instal·lacions arquitectòniques i artístiques més destacades. Està formada per dos iwans. El sostre de l’iwan oriental s’executa en forma de petites cúpules de vidre groc, mentre que el de l’oest està decorat amb raigs de sol: el minbar i el mihrab estan executats en or, mentre que les parets estan cobertes amb rajoles de faiança amb escrits en algunes d'elles.[13]

- Torre del rellotge: es va construir a l'estil de les torres andaluses i marroquines que s’utilitzaven per controlar i enviar missatges a traves del foc durant la nit i fumar durant el dia, i s’hi adjuntava un rellotge gran.[5]

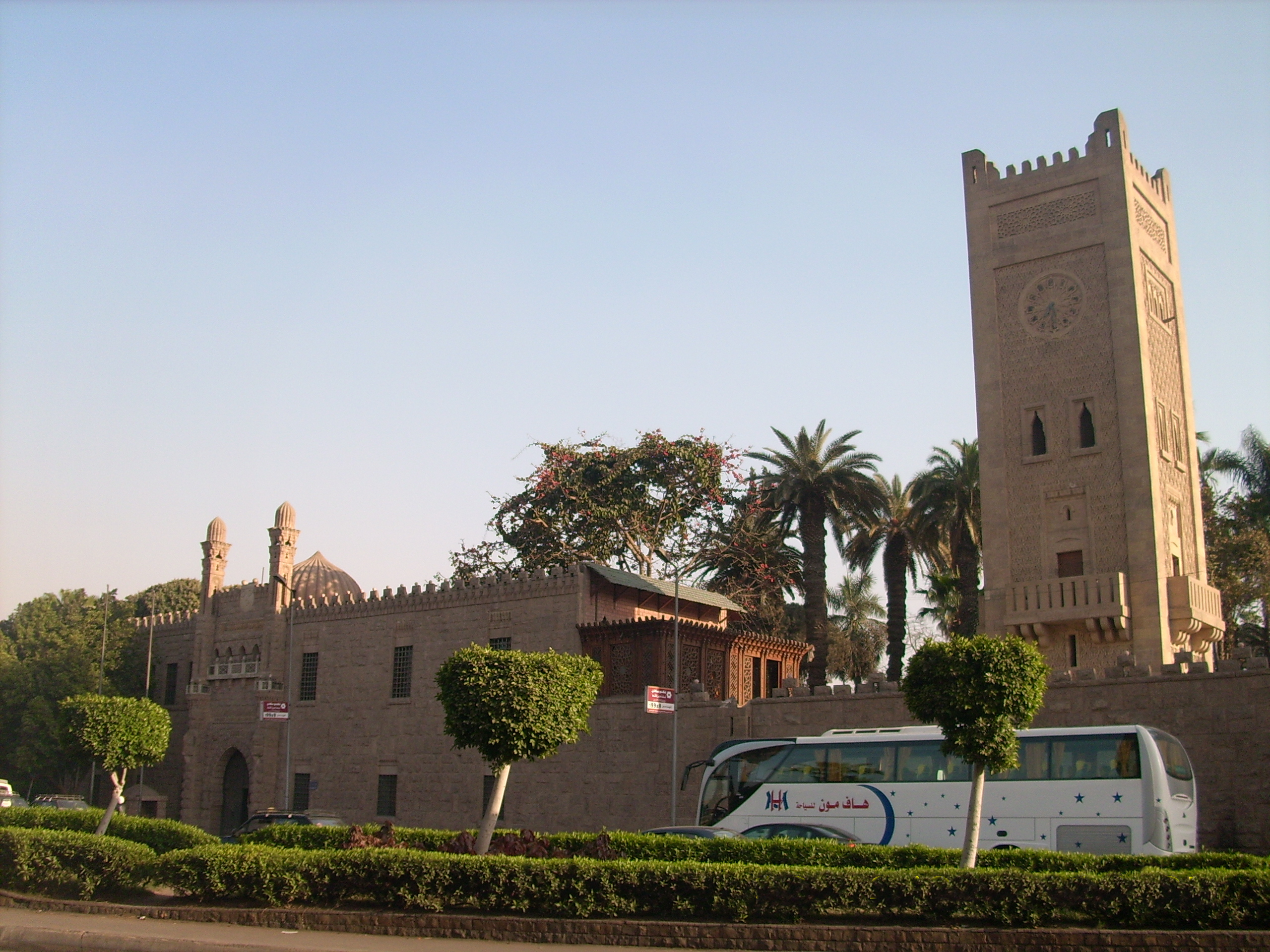
La torre del rellotge i l'entrada al palau

- Museu privat: es troba al costat sud del palau i consta de quinze sales amb un pati al mig amb un petit jardí, on es mostren rares col·leccions de catifes, manuscrits àrabs rars i retrats a l’oli d’alguns membres de la família Muhammad Ali, juntament amb pintures de paisatges, artefactes metàl·lics, artefactes de vidre i un grup d’instruments d’escriptura, roba, cobrellits, mobles i canelobres.
  - La primera sala: mostra manuscrits rars, interpretacions de l’Alcorà i pintures cal·ligràfiques en què s’utilitzen motius florals i d’ocells.
  - La segona sala: mostra els instruments d'escriptura de canyes, marfil, metall, tisores i tinteros.
  - El tercer vestíbul: mostra un grup de cobrellits i tovallons de seda, i un grup de caixes antigues incrustades amb nacre.
  - La quarta sala: mostra una col·lecció d'armes blanques i d'armes de foc, espases àrabs i otomanes i dagues.
  - La cinquena sala: és la sala més gran del museu i mostra una col·lecció de catifes rares de diferents estils.
  - El sisè saló: té nou gerros que contenen tasses de te, tasses, decantadors i gerros.
  - El setè saló: és un petit saló el sostre del qual està decorat en forma de catifa i mostra una col·lecció de teixits Sirma i una catifa dissenyada en forma de lira turca.
  - La vuitena sala: mostra models de moda turca per a tots els grups i un grup de cinturons femenins incrustats amb robins, corall i ambre.
  - La novena sala: al mig hi ha una galeria en forma de piràmide que conté les pertinences del príncep incrustades amb diamants i un grup de regals dels reis dels estats.
  - La desena sala: mostra grups de testos i objectes de col·lecció amb revestiments de plata, gerros i canelobres.
  - L’onzena sala: té una còmoda on es mostren recipients de porcellana de diverses formes i mides, així com models de catifes de mida petita.
  - El dotzè saló: es diu el saló d’estiu. A la paret sud-oest hi ha un grup de caps de lleons de marbre que tenen la boca caiguda d’aigua i a la paret oposada hi ha un balcó sobre la paret de vidre de colors.
  - La tretzena sala: mostra artefactes metàl·lics i a les seves parets un grup de cerma.
  - Pavelló 14: es mostren estris de porcellana, jocs de te i cafè amb decoracions florals de colors.[16]
- Museu de la caça: el museu es va afegir al palau el 1963 triant un llarg passadís al costat de la paret nord i convertint-lo en un museu de caça. Mostra 1180 peces de peluix, aus i papallones de les possessions de caça del rei Farouk, del príncep Muhammad Ali i del príncep Youssef Kamal, a més dels esquelets d'un camell i un cavall. Es va col·locar la coberta de la Kaaba durant el viatge del portador i el viatge del kiswa des d'Egipte a la terra del Hijaz, i els cranis, banyes, pells, eines de caça, antiguitats i pintures.[17][18]
- Jardí: cobreix una superfície de 34.000 metres quadrats i inclou una rara col·lecció d'arbres i plantes recollits pel príncep Muhammad Ali de tot el món, incloent un grup de cactus, figueres índies i tipus de palmeres com les palmeres reials. amb tiges blanques, arbres de bambú, arbres de Ficus i altres.[19]

## Restauració
El 2005 es va tancar el palau i es van iniciar les obres de restauració, que van durar 10 anys fins a la seva reobertura el 2015. Els treballs de restauració van incloure la realització de treballs de manteniment en tots els edificis del palau, incloses les decoracions i les sales, la neteja de pintures i decoracions i la restauració d’artefactes arqueològics, a més de reinstal·lar el sostre arqueològic del palau del tron, que va caure com a resultat de factors de temps. El projecte també va incloure la construcció d’un edifici administratiu que inclou un laboratori equipat per a delicades obres de restauració, una sala d’actes i un altre per exposar tèxtils.

## Transport
Es pot arribar amb transport públic, cotxes privats o el metro del Caire. Sortint de l'estació de Sayeda Zeinab, en uns minuts i passejant s’arriba al palau. Els horaris per visitar el palau comencen des de les nou del matí fins a les cinc de la tarda.